# 佐藤乾信
佐藤 乾信（さとう けんしん、嘉永3年(1850年)11月21日 - 明治43年(1910年)）は、日本の政治家。潮止村会議員。
葛飾郡二郷半領戸ヶ崎村（三郷市）の加藤家に生まれ、埼玉郡八條領川崎村の佐藤家の婿となる。明治8年(1872年)頃伊勢野村戸長、同9年頃川崎村戸長、同13年頃南川崎村惣代、同17年頃伊勢野村連合戸長を務めた。水利に尽力し、葛西用水路第一部普通水利組合の議員を務めた。明治15年(1882年)戸ヶ崎渡しの所に戸ヶ崎村の加藤謙光と共同出資で収銭橋を架け、両人の性を取り藤橋と名付けた。
また同18年と同25年からの2期、県会議員を務めた。明治10年代(1877年 - )から活発な政治活動を行い、明治14年(1881年)7月に法律研究・演説結社である嚶鳴社の影響を受け、高橋荘右衛門らと草加嚶鳴社を結成した。また、明治20年(1887年)に改進党に所属した。一方、地方自治制研究にも取り組み、明治21年(1888年)には南川崎村市町村制研究会を田中三郎左衛門らと発会し、翌年には三郡（南埼玉・中・北葛飾）倶楽部を発会している（その後三郡倶楽部は埼葛倶楽部へ改称）。
明治22年(1889年)4月23日から同31年5月10日までの2期潮止村議員を務めた。同27年4月、大正天皇が皇太子の時、潮止村の河川敷にて遊猟のおり乾信宅で昼餐をとるなど、村の名士であった。
勝海舟と親交があり、勝海舟の「海舟日記」に明治12年から16年にかけて5回登場する。